# Terrifier 3
Terrifier 3 è un film del 2024 scritto, diretto, co-prodotto e montato da Damien Leone.
Si tratta del terzo capitolo del franchise di Terrifier e sequel di Terrifier 2 (2022).

## Trama
A Miles County un'intera famiglia si sta preparando per le vacanze di Natale e una notte, mentre la madre si corica a letto, viene svegliata da violenti colpi: è Art the Clown, in un costume da Babbo Natale, che stacca la testa a suo marito a colpi d’ascia. La donna scappa per scoprire che suo figlio è stato fatto a pezzi poco prima da Art. Così lei prova a fuggire dalla porta ma Art la raggiunge e le sfonda il ventre con l’ascia, per poi staccarle un braccio e finirla spaccandole il cranio. Dopodiché Art, dopo aver sadicamente salutato la figlia piccola nascostasi in un armadietto, la uccide e se ne va.
Cinque anni prima (in seguito agli eventi del secondo film) un poliziotto ritrova il corpo decapitato di Art the Clown, ma prima che possano arrivare i rinforzi, il corpo mutilato del clown torna in vita e uccide il poliziotto.
Nel frattempo, all'ospedale psichiatrico, Vicky (l'unica superstite del primo massacro di Art) è ormai totalmente posseduta dallo spirito della Little Pale Girl, e insieme alla testa del pagliaccio da lei stessa "partorita" uccide e divora un'infermiera del turno di notte (la stessa vista al termine del film precedente), seguita poi da un secondo infermiere all'arrivo del corpo di Art. Una volta ricomposto, i due evadono e raggiungono una casa abbandonata dove rimangono immobili per cinque anni in uno stato quasi di ibernazione.
Nel presente, Sienna Shaw, a seguito del massacro dell'Halloween di cinque anni prima, vive in una casa di cura perseguitata dalle visioni dei suoi amici morti; per staccare decide di passare le vacanze invernali insieme ai suoi zii e la sua cuginetta impicciona Gabbie. Jonathan, che nel frattempo ha iniziato a frequentare il college, cerca di dimenticare gli avvenimenti di quella fatidica notte ma il suo compagno di stanza e la sua fidanzata ossessionata con il true crime e i serial killer non sono di particolare aiuto.
Intanto una ditta di demolizioni entra nella casa abbandonata dove si nascondono Art e Victoria finendo per risvegliarli dal loro sonno e venendo uccisi brutalmente. Vicky pugnala al collo uno dei due uccidendolo, mentre per l'altro tocca la sorte più brutta: Art lo scaraventa verso un muro, gli trafigge una mano con un chiodo, gli taglia la superficie della testa a metà e infine lo finisce strappandogli la faccia ed esponendo dunque lo strato inferiore, mentre Victoria assiste alla scena eccitata masturbandosi con un pezzo di vetro. I due assassini si recano dunque a Miles County intenti a proseguire nuovamente con il loro massacro. Art va in un pub dove incontra un Babbo Natale e, dopo avere ucciso il barista e uno dei clienti, lo aggredisce rubandogli il costume per poi ucciderlo congelandolo con l'azoto liquido e frantumandogli la faccia con un martello. Egli infine lo prende in giro sadicamente strappando la barba dell'uomo per incollarsela sul mento.
Sienna intravede Art al centro commerciale nel costume di Babbo Natale e capisce che il clown sta tornando; insieme a Jonathan capisce che dietro ogni cosa c'è l'entità malvagia che nel film precedente aveva l'aspetto di una bambina demoniaca, ha resuscitato Art e ora ha preso possesso del corpo di Victoria. Sienna avendo fatto molte ricerche ha capito che, a volte, i demoni per cercare di entrare sulla terra hanno bisogno di un tramite, e scelgono spesso serial killer che sono le persone più crudeli e malvagie in circolazione. Questo demone pare essere intenzionato a fare fuori Sienna poiché lei è la prescelta che sconfiggerà l'entità malvagia; cinque anni prima, Sienna aveva risvegliato dei poteri che le permisero di tornare in vita e di guarire le sue ferite mortali. Ciò conferma che solo lei può fermare il demone una volta per tutte. Prima di tornare a casa raggiunge il Terrifier dove recupera la spada con cui decapitò il clown cinque anni prima nascondendola in un pacco regalo.
Nel frattempo, Art prosegue con gli omicidi: prima si reca al centro commerciale dove, mascherato da Babbo Natale, distribuisce pacchi bomba mascherati da regali ai bambini, dopodiché si reca al college dove raggiunge le docce mentre il coinquilino di Jonathan, Cole, sta facendo sesso in doccia con la sua ragazza Mia. Art, con una motosega, sfonda il vetro e inizia a mutilare Cole, per poi fare a pezzi Mia. Successivamente Art raggiunge Cole e lo finisce aprendogli la schiena, facendo successivamente anche un simpatico "angelo nella neve" nel sangue del ragazzo.
Sentita la notizia dell'esplosione al centro commerciale, Sienna ha un attacco di panico e chiede ossessivamente ai suoi zii di lasciare la città, ma questi ritenendo che si tratti di una crisi dovuta alla sua condizione, rifiutano e avanzano invece l'opzione di portare Jonathan da loro a passare le feste in compagnia, così che tutti e due siano sotto osservazione e protetti. Sienna, dopo aver preso dei tranquillanti, si corica a letto, cercando di calmarsi. In quel momento, le appare in sogno suo padre. È un ricordo di quando, da bambina, gli aveva mostrato un disegno che la ritraeva da adulta, vestita da angelo guerriero. Il padre glielo porge e le dice che le sarà sempre vicino. Improvvisamente, la scena cambia: Sienna si ritrova in una caverna infernale, dove una statua vivente della Vergine Maria tiene incatenato un demone fabbro, intento a forgiare una spada e un'armatura. Il demone cerca di assalire Sienna, ma la statua della Vergine lo ferma, costringendolo a continuare il suo lavoro.
Durante la notte, Sienna sente gli zii valutare la possibilità di riportarla in clinica così da non doverla più sopportare, ma ben presto scopre trattarsi invece dei due assassini che nel frattempo hanno ucciso lo zio Greg (andato a prendere Jonathan al suo dormitorio), crocifisso al muro, sventrato e decapitato, e hanno legato ad una sedia la zia Jessica. Vicky spiega che la sua vera intenzione è di possedere Sienna e che l'unico modo per farlo è farle perdere ogni speranza e voglia di combattere. Dunque, se uccidono tutti quelli a cui Sienna tiene, la ragazza non avrà più nulla per cui combattere e si arrenderà. In quel momento, Art apre un pacco davanti a Sienna e Jessica, nel quale c'è una testa mutilata, apparentemente quella di Gabbie, divorata da topi famelici; il Clown finisce per uccidere la zia infilandole a forza un tubo di plastica in bocca da cui farà scendere un topo che inizierà a divorarle la gola dall'interno. Prima di uccidere Sienna, però, Vicky le rivela che la testa nel pacco non è di Gabbie (ancora in vita e ostaggio di Art) ma di Jonathan, ucciso nel suo dormitorio mentre aspettava di essere prelevato dallo zio, viene ucciso da Art the Clown.
Esausta, Sienna supplica all'entità di prenderla e di risparmiare Gabbie: il demone però non riesce a possederla, visto che, essendo Gabbie ancora in vita, Sienna ha ancora qualcuno per cui continuare a lottare, per questo i due decidono di uccidere la bambina. Come ultimo desiderio, Gabbie chiede se Sienna possa aprire il suo regalo di Natale, al cui interno vi è in realtà la spada magica; i due assassini accettano e, dopo che Art le ha rotto le mani, Sienna apre il pacco recuperando la reliquia. Sienna instaura battaglia contro le due entità e riesce a uccidere Victoria decapitandola. Successivamente, dopo un lungo combattimento pieno di tensione, Sienna riesce finalmente a fermare Art colpendolo 2 volte al fegato. Ad un certo punto, però, Sienna nota uno strano comportamento di Art, mentre lo tiene fortemente fermo al muro, notando inoltre che nei suoi occhi le pupille sono svanite. Proprio in quel momento, il sangue demoniaco di Vicky aprirà una voragine verso la dimensione da cui le entità che possiedono lei e Art provengono, in cui cadrà Gabbie; Sienna, dopo aver visto Art di nuovo posseduto, decide di lasciarlo perdere per salvare la bambina, ma questa cade ugualmente nella voragine. Poco dopo, Sienna si accorge che il clown é sparito, non lasciando però le sue tracce. Sienna, stremata e disperata, giura sia di riportare indietro la sua cuginetta una volta per tutte, sia di trovare un altro modo per eliminare definitivamente il clown demoniaco. In quel momento tutte le ferite di Sienna guariscono rapidamente, la ragazza comprende di poter contare sui suoi poteri e che niente la fermerà. Tuttavia, nella scena finale, troviamo Art seduto su una fermata del bus, presumibilmente teletrasportato da Satana, per poi entrare in un bus lì arrivato. Inoltre, una ragazza legge un libro dal titolo The 9th Circle. Subito dopo la ragazza nota Art, dove quest'ultimo prende la trombetta e comincia a suonarla ossessivamente.

## Produzione
Le riprese principali si sono svolte tra il febbraio e l'aprile 2024, mentre riprese aggiuntive sono state realizzate a New York nel giugno seguente.

## Promozione
Il primo trailer è stato diffuso il 24 luglio 2024.

## Distribuzione
Il film è stato presentato in anteprima mondiale al Fantastic Fest il 19 settembre 2024 ed è stato distribuito nelle sale statunitensi dall'11 ottobre seguente, senza una classificazione ufficiale da parte del MPA. In Italia è uscito in anteprima il giorno di Halloween, provvisoriamente vietato ai minori di 14 anni (in quanto i cinema non avevano ancora fatto in tempo a recepire il divieto ai minori di 18 anni imposto dalla Commissione per la classificazione delle opere cinematografiche), per poi essere infine distribuito il 7 novembre 2024 vietato ai minori di 18 anni. In Francia, a causa delle forti scene di violenza, il film è stato vietato ai minori di 18 anni, cosa che non accadeva dal 2006 quando ad ottenere un tale divieto fu Saw III.

## Accoglienza

### Incassi
Il film ha incassato 53981071 $ in Nordamerica e 36341032 $ nel resto del mondo, per un totale di 90322103 $.

### Critica
Su Rotten Tomatoes 127 critici esprimono un gradimento del 78%, su Metacritic il voto medio di 19 critici è 62/100.

## Sequel
Il 19 settembre 2024, in concomitanza della presentazione del film al Fantastic Fest, il regista e creatore della serie Damien Leone ha ufficializzato la realizzazione di un quarto e ultimo capitolo, intitolato provvisoriamente Terrifier 4.